# Festuca casapaltensis
Festuca casapaltensis là một loài thực vật có hoa trong họ Hòa thảo. Loài này được Ball mô tả khoa học đầu tiên năm 1885.